# Bạch Sa
Huyện tự trị dân tộc Lê Bạch Sa (giản thể: 白沙黎族自治县; phồn thể: 白沙黎族自治縣; Hán-Việt: Bạch Sa Lê tộc Tự trị huyện; bính âm: Báishā Lízú Zìzhìxiàn; tiếng Lê: Bheduax Hlai Qijigwaeis) là một huyện tự trị tại trung tây bắc đảo Hải Nam, Cộng hòa Nhân dân Trung Hoa. Huyện này có diện tích 2117 km2, dân số 180.000 người. Huyện lỵ đóng tại 牙叉镇 (Nha Xoa Trấn), mã số bưu chính là 572800, khu hiệu là: 0898